# Rasmus Rasmussen (attore)
Rasmus Rasmussen (Molde, 4 novembre 1862 – Oslo, 17 luglio 1932) è stato un attore norvegese.

## Biografia
Rasmussen è stato attivo al teatro Den Nationale Scene di Bergen nel periodo 1887-1910, successivamente è stato direttore di Det norske teatret di Oslo (1912-14) e del teatro Trondhjems Nationale Scene (1916-23). È stato un fine caratterista comico dotato di autentico piglio popolaresco. I suoi ruoli spaziavano da Aslaksen in Un nemico del popolo di Henrik Ibsen a Turman in Fossegrimen di Sigurd Eldegard. Ha operato anche come interprete di canti popolari. 

## Filmografia
- Dolken, regia di Mauritz Stiller (1915)
- Gli avvoltoi del mare (Havsgamar), regia di Victor Sjöström (1916)
- La fidanzata di Glomdal (Glomdalsbruden), regia di Carl Theodor Dreyer (1926)
- Brudeferden i Hardanger, regia di Rasmus Breistein (1926)
- Kristine Valdresdatter, regia di Rasmus Breistein (1930)